# Timmergröppa
Timmergröppa (Serpula himantioides) är en svampart som först beskrevs av Elias Fries, och fick sitt nu gällande namn av Petter Adolf Karsten 1885. Enligt Catalogue of Life ingår Timmergröppa i släktet Serpula,  och familjen Serpulaceae, men enligt Dyntaxa är tillhörigheten istället släktet Serpula,  och familjen Coniophoraceae. Arten är reproducerande i Sverige. Inga underarter finns listade i Catalogue of Life.

## Källor

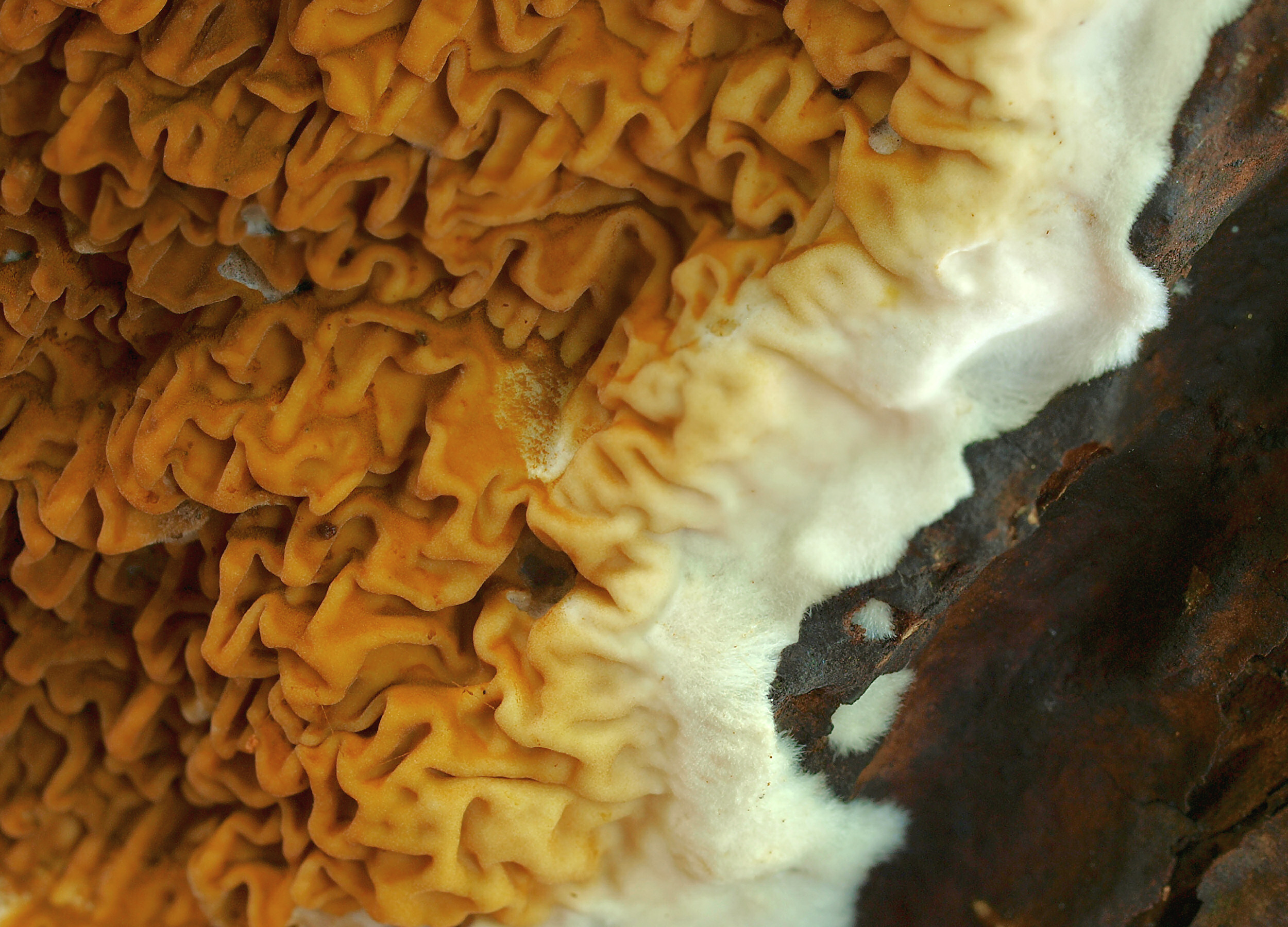
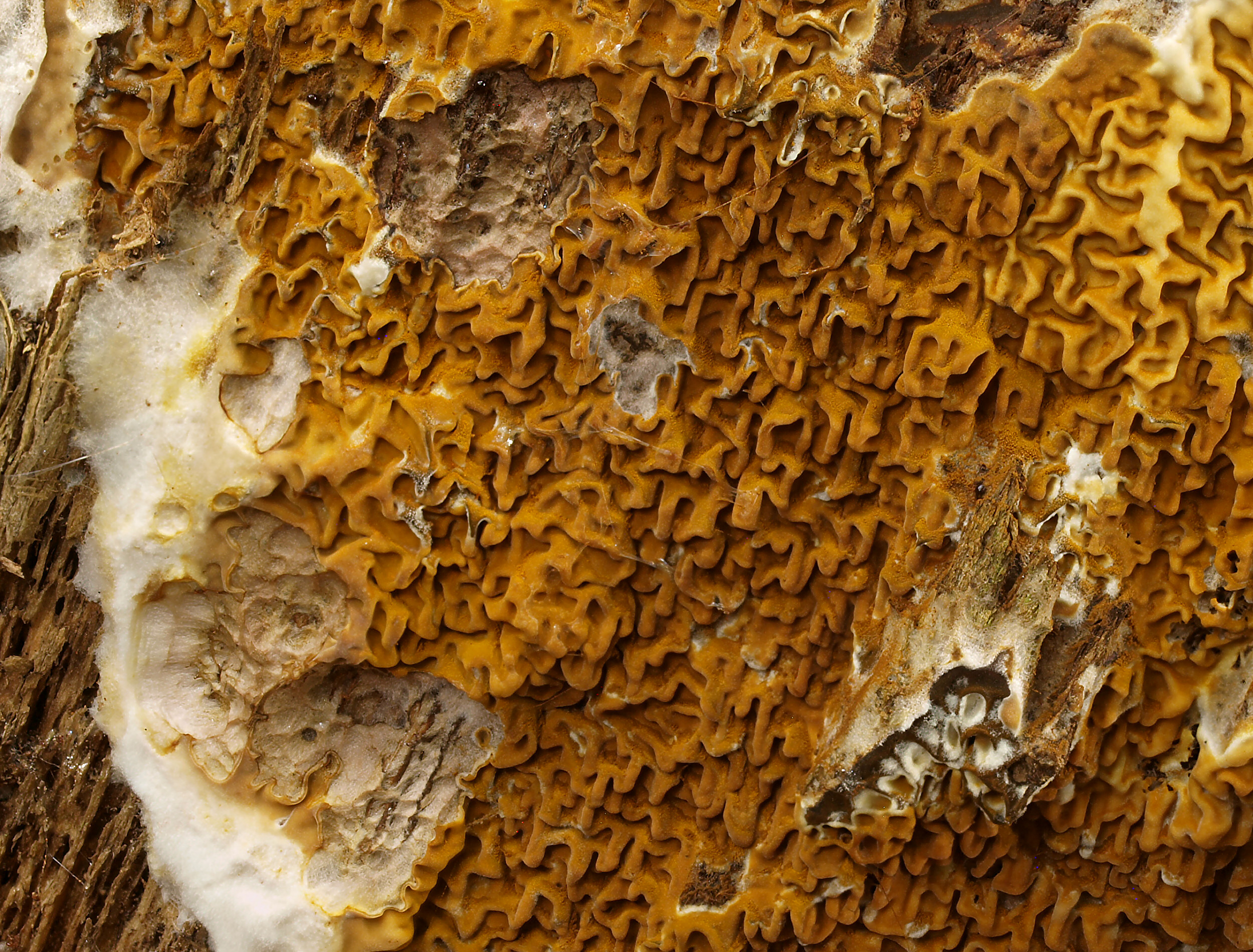
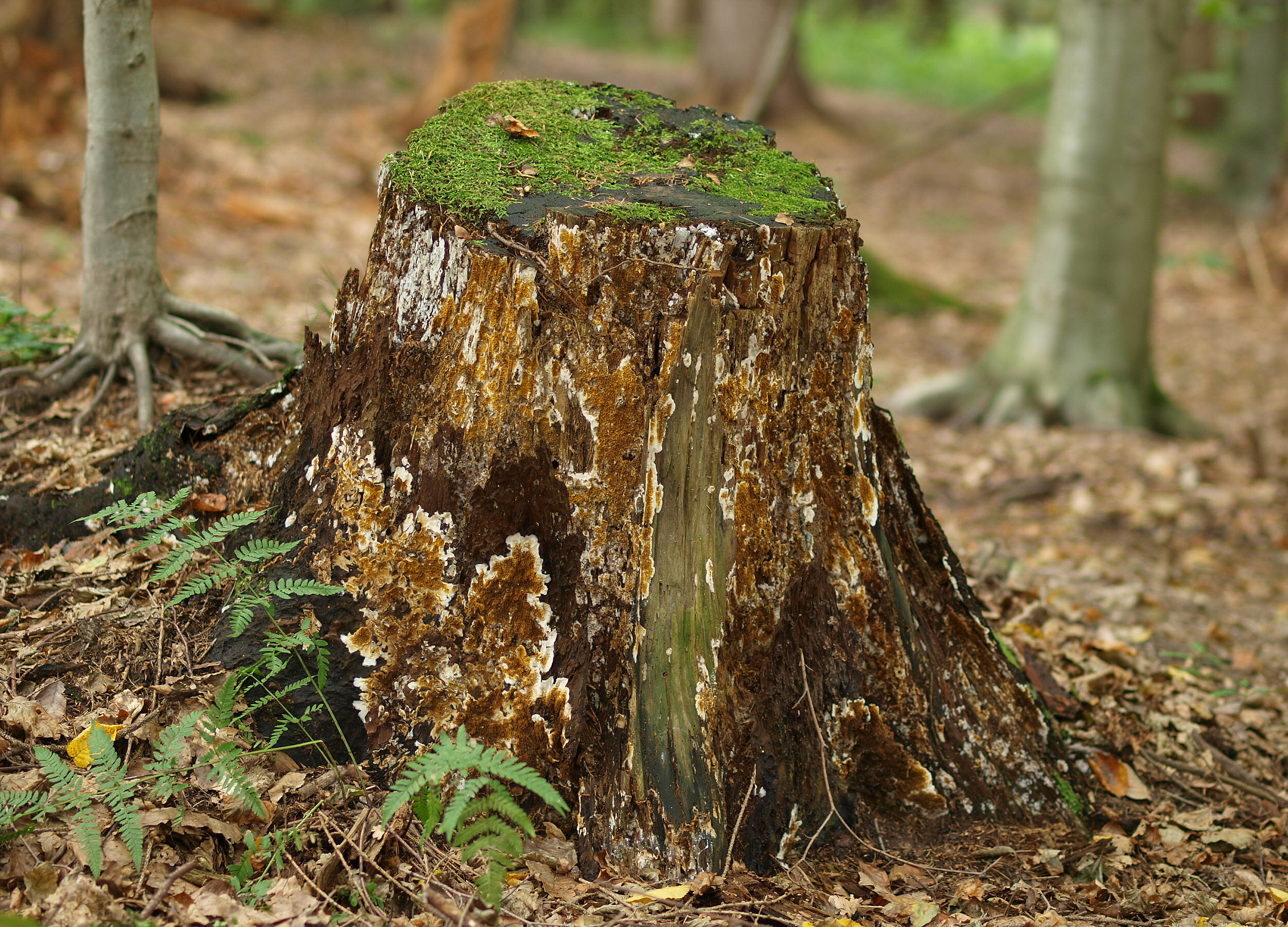
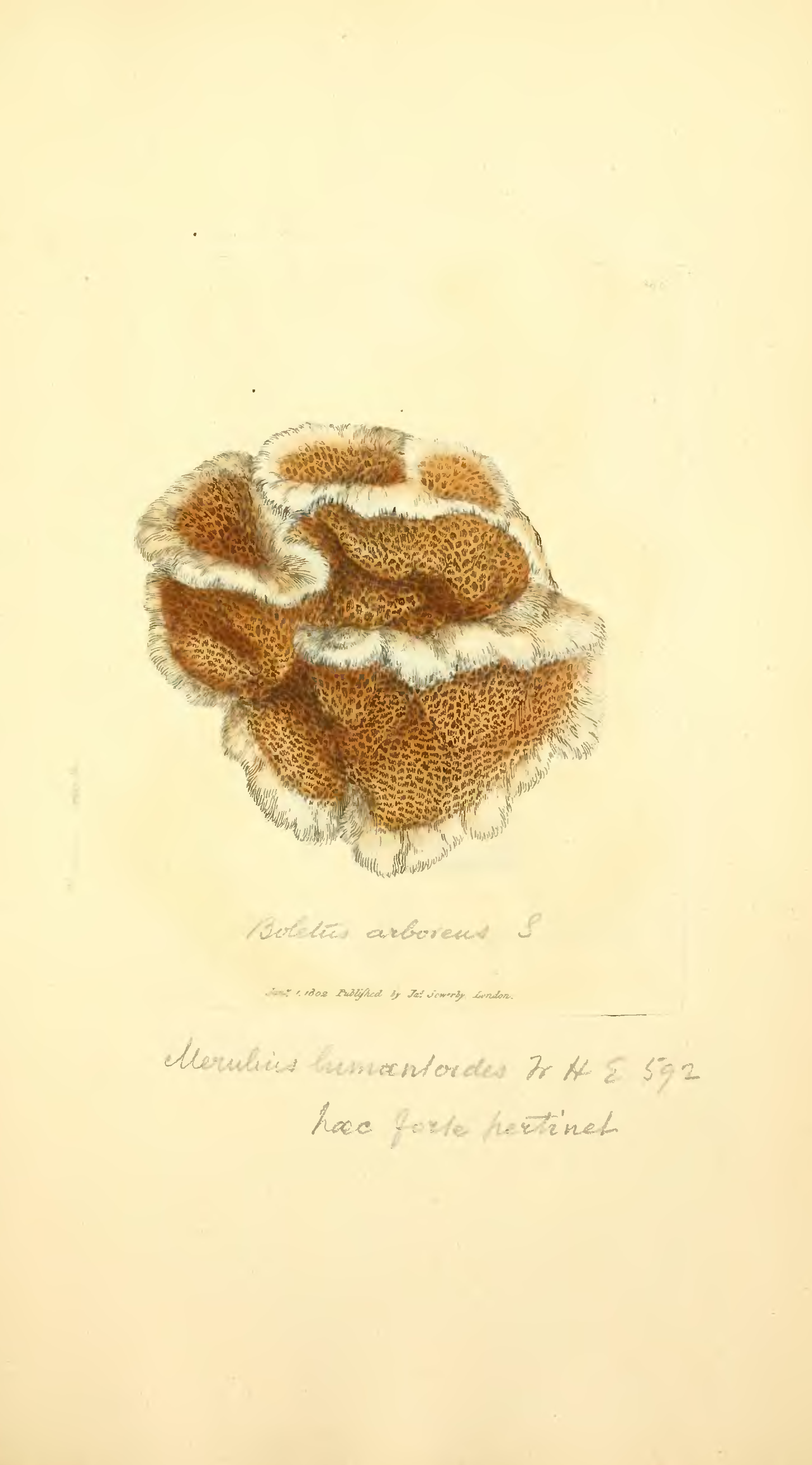
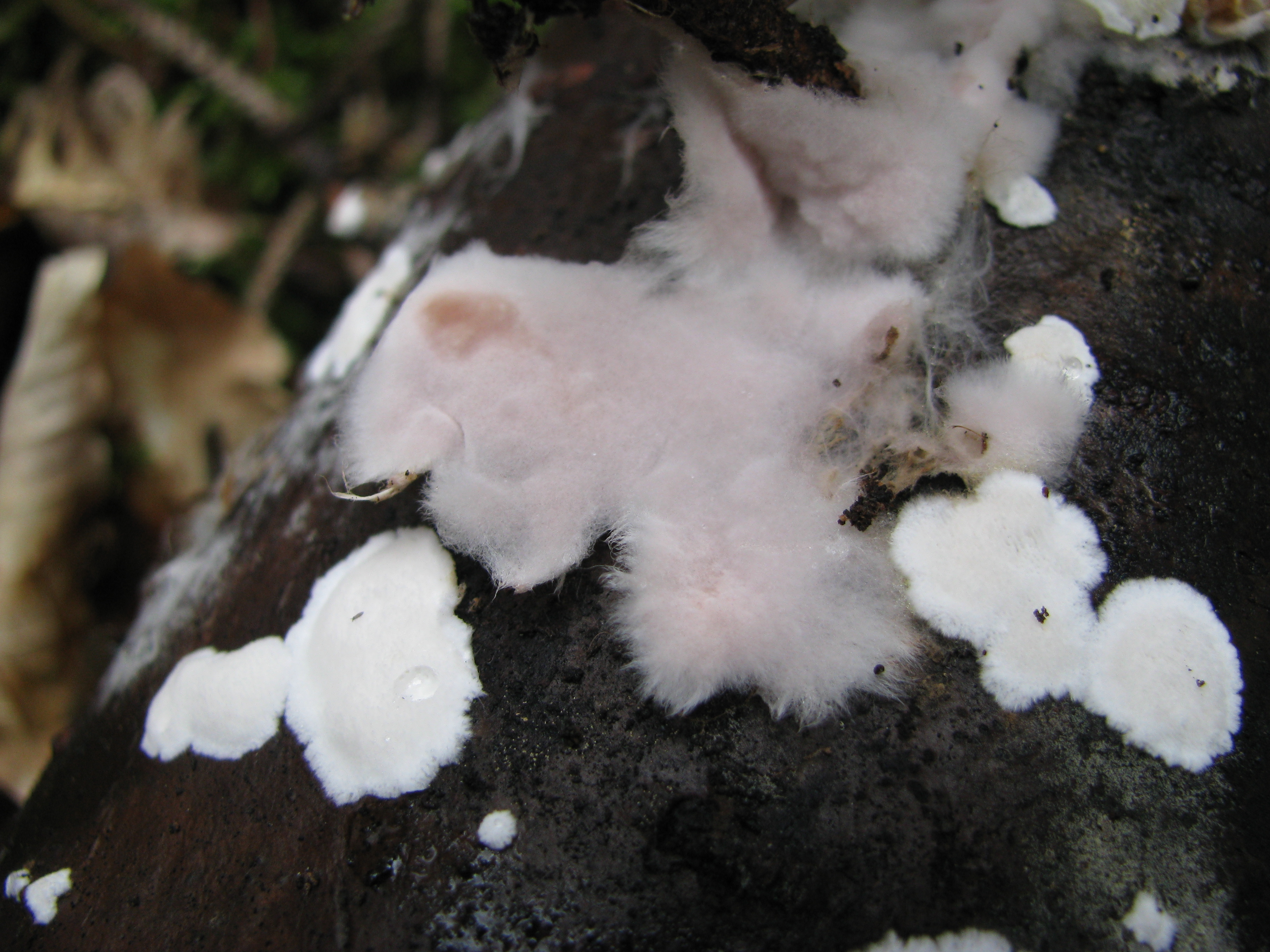
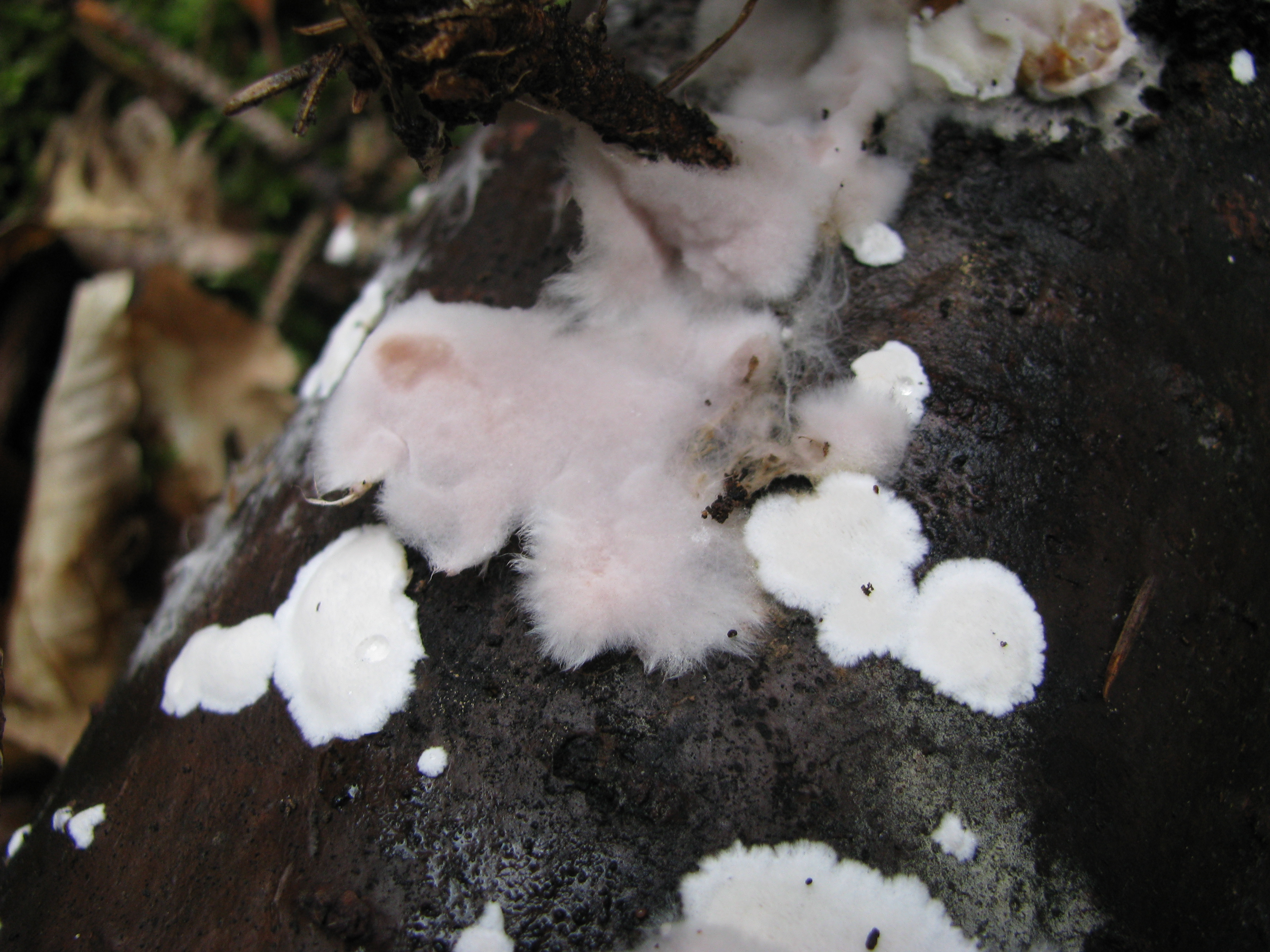
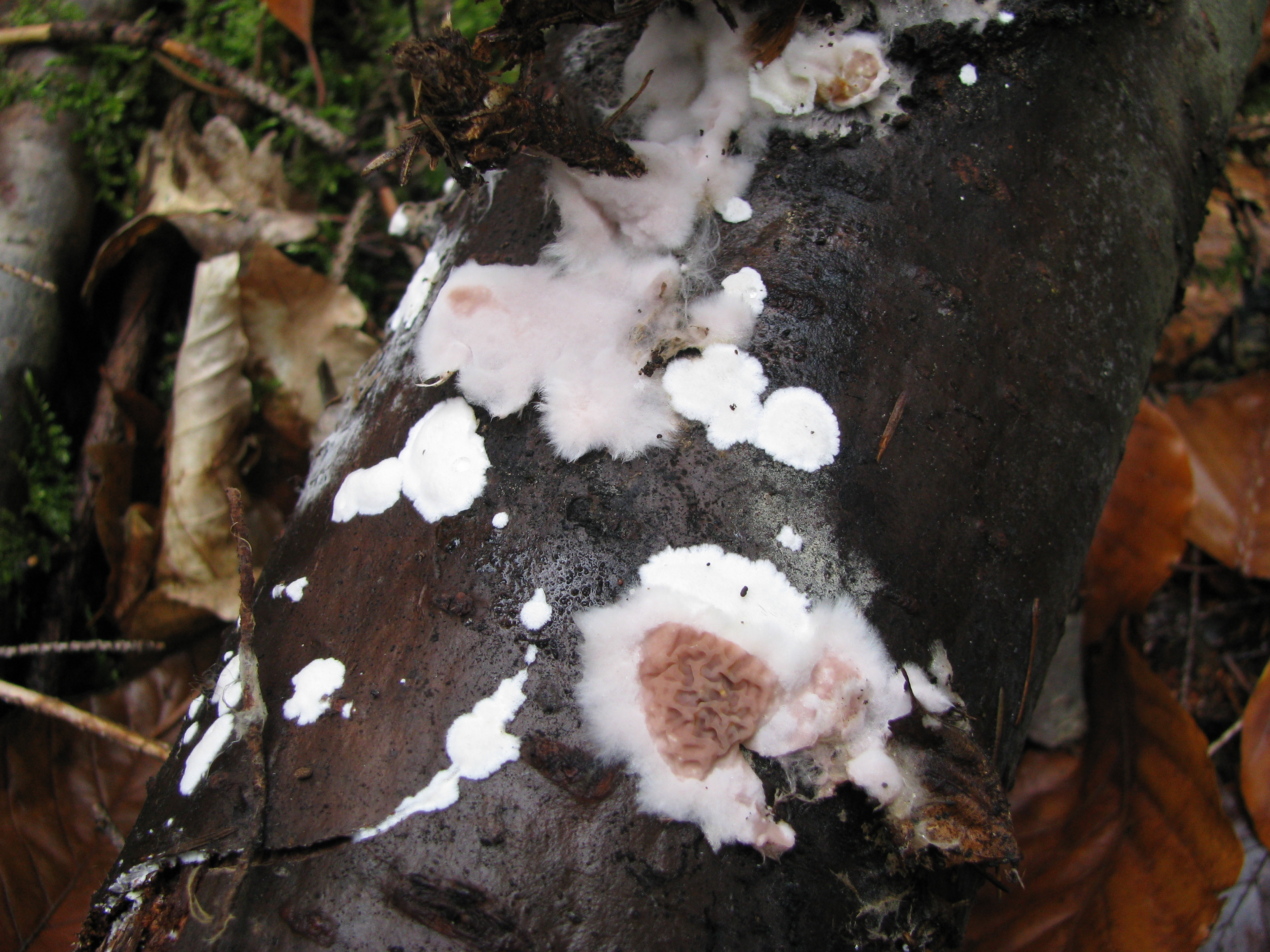